# Kościół Najświętszego Serca Pana Jezusa w Solcu Kujawskim
Kościół Najświętszego Serca Pana Jezusa w Solcu Kujawskim – rzymskokatolicki kościół parafialny w mieście Solec Kujawski. Mieści się przy ulicy Bydgoskiej. 

## Historia
Świątynia została zbudowana w latach 1845-1847 jako kościół ewangelicki. Budowę wspierał król pruski Fryderyk Wilhelm IV Pruski oraz Zakład Impregnacji firmy Ruttgers z Berlina. Budowla została powiększona w 1894, m.in. o wieżę o wysokości 37 metrów. Trzy mieszczące się na wieży dzwony poświęcono i zamontowano w 1929.
W okresie II Rzeczypospolitej kościół był we władaniu parafii liczącej 1000 wiernych i należącej do superintendentury Bydgoszcz Ewangelickiego Kościoła Unijnego.
Po zakończeniu okupacji hitlerowskiej 17 lutego 1945, świątynia została przekazana katolickiej parafii św. Stanisława Biskupa i Męczennika. Ołtarz główny i wnętrze zostało przebudowane. 28 października 1945 świątynia została poświęcona, jako filialna parafii św. Stanisława Biskupa i Męczennika. Od 10 października 1966 jest samodzielną świątynią parafialną.

## Architektura
Jest to świątynia murowana, z czerwonej cegły, wewnątrz ściany są otynkowane. Wybudowana na planie krzyża, z wydzielonym, niewielkim prezbiterium, po którego obu stronach mieszczą się dobudówki i z wieżą z przodu. Okna są półkoliście zamknięte w obramowaniach z uskokami, w nawie poprzecznej w dwóch stronach. Szczyty są w kształcie trójkąta, dachy posiadają dwa spady, są pokryte dachówką. Gzymsy rozdzielają trzy kondygnacje wieży. Dach w kształcie namiotu przechodzi w ośmiokątną iglicę, jest nakryty łupkiem. Posiada bardzo piękne witraże.